# Leptotarsus (Macromastix) obliquus
Leptotarsus (Macromastix) obliquus is een tweevleugelige uit de familie langpootmuggen (Tipulidae). De soort komt voor in het Australaziatisch gebied.